# Nicolás Leuenberger

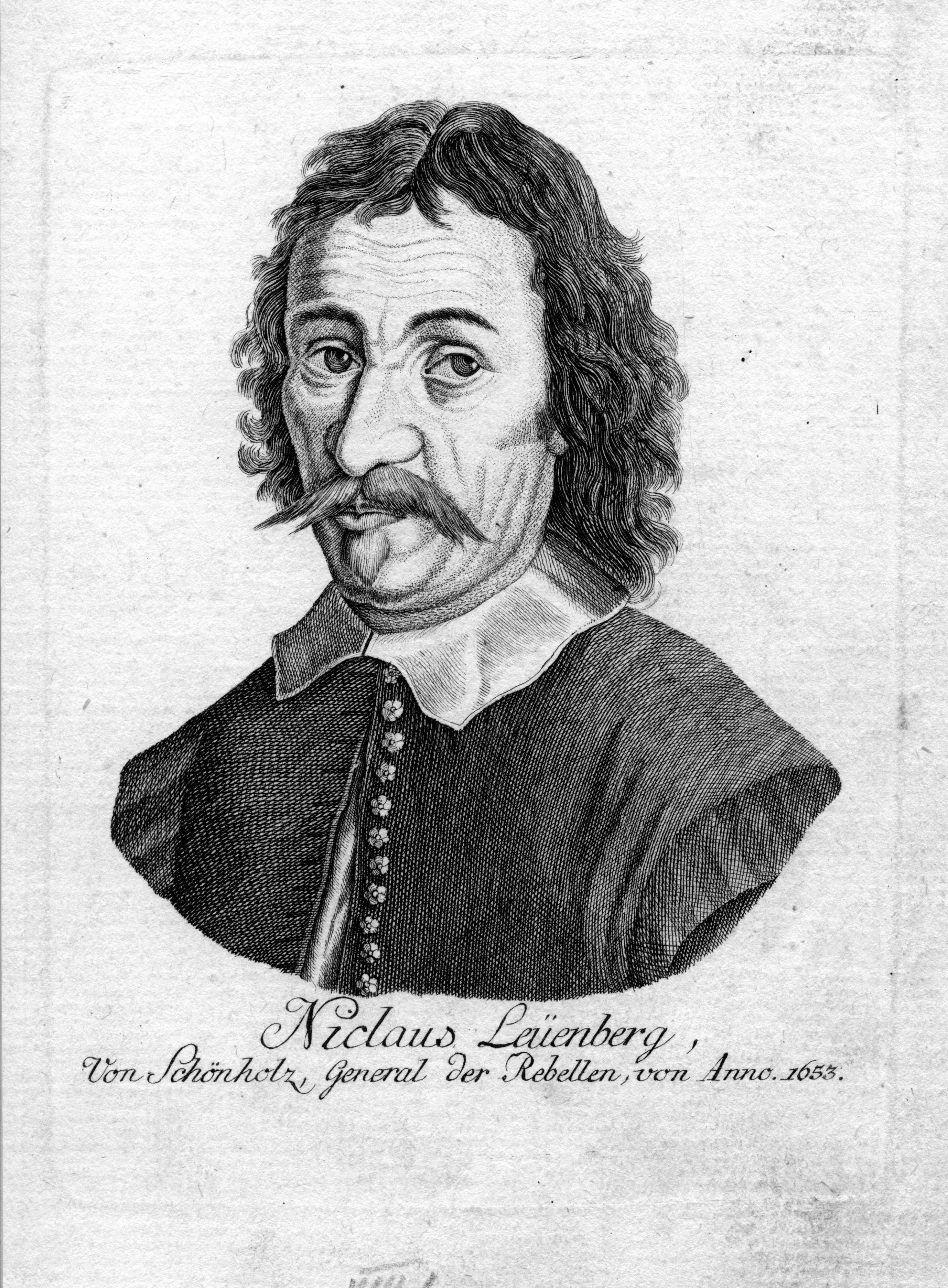
Niklaus Leuenberger

Nicolás Leuenberger (Schönholz, Suiza, 17 de julio de 1615-Berna, 6 de septiembre de 1653) fue uno de los líderes de la rebelión rural que llevó a la guerra campesina suiza de 1653. Fue apodado el "rey de los campesinos".

## Biografía
Nacido en el seno de una familia de campesinos ricos, Leuenberger fue miembro del tribunal de Ranflüh a partir de 1643. Se casó con Katharina Äschlimann en 1639 y con Eva Stucki alrededor de 1642.

## La guerra de los campesinos
Elegido cabecilla de la insurrección poco antes de que se constituyera la "Liga de Huttwil" (14 de mayo de 1653), fue apodado el "Rey de los Campesinos" porque era uno de los líderes de la rebelión. Al frente de sus seguidores mayormente berneses, Leuenberger puso sitio a Berna el 22 de mayo de 1653. Al cabo de seis días, después de llegar a un acuerdo con el alcalde de Berna (en la llamada "Paz de Murifeld"), Leuenberger se alejó de la ciudad. El 3 de junio de 1653, sus tropas se enfrentaron en Wohlenschwil con el contingente de Conrad Werdmüller, que no había sido informado a tiempo de cómo había cambiado la situación. Mal equipadas, las fuerzas de Leuenberger fueron derrotadas rápidamente y tuvieron que replegarse. El 7 de junio de 1653, una expedición bernesa al mando de Sigmund von Erlach se enfrentó a 2000 hombres de Leuenberger. Los campesinos se retiraron a Herzogenbuchsee, donde fueron vencidos por von Erlach. La ciudad fue incendiada durante la batalla y Leuenberger huyó, intentando esconderse, pero fue traicionado por un vecino.

## Ejecución
El 9 de junio de 1653, le arrestó Samuel Tribolet, el bailío del distrito de Berna. Leuenberger fue decapitado y descuartizado en Berna el 6 de septiembre de 1653.

## Monumento
Con motivo del 250 aniversario de la guerra de los campesinos, el municipio de Rüderswil erigió en 1903 un monumento en memoria de Nicolás Leuenberger.